# Santiago di Compostela
Santiago di Compostela (in spagnolo e in galiziano Santiago de Compostela), anche detta San Giacomo di Compostella, è una città spagnola di 96 405 abitanti, capoluogo della comunità autonoma della Galizia. Situata nella provincia della Coruña, è stata nel 2000 capitale europea della cultura
La sua notorietà è dovuta al fatto che da oltre un millennio, secondo la tradizione cristiana, è sede delle spoglie mortali di Giacomo il Maggiore, apostolo di Gesù. Santiago di Compostela e il famoso cammino del pellegrinaggio omonimo sono patrimonio dell'umanità dall'UNESCO dal 1985. La città è sede del governo autonomo della Galizia (Xunta de Galicia), luogo di pellegrinaggi di devoti provenienti da tutto il mondo e sede universitaria con più di 500 anni di storia.
Le spoglie mortali dell'apostolo sono conservate nella maestosa cattedrale, costruita nei secoli a tale scopo e tappa finale del cammino di Santiago di Compostela. Il 23 ottobre 1987 il Consiglio d'Europa ha riconosciuto l'importanza dei percorsi religiosi e culturali che attraversano l'Europa per giungere a Santiago di Compostela, dichiarandoli "Itinerario di devozione Europeo" e finanziando le iniziative volte a segnalare opportunamente "El Camino de Santiago".
Quando il 25 luglio, giorno della festa del santo, cade di domenica (fino a 14 volte in un secolo), quell'anno è proclamato Anno santo compostelano e nel 31 dicembre che lo precede l'arcivescovo di Santiago apre la Porta Santa della cattedrale. L'ultimo Anno santo è stato nel 2021, ma a causa della pandemia di Covid-19 le celebrazioni sono slittate al 2022.

## Etimologia
Il nome deriva da Giacomo il Maggiore, apostolo e martire del cristianesimo (morto e sepolto a Gerusalemme e le cui spoglie, secondo la leggenda, sarebbero giunte miracolosamente via mare in Spagna) e da Compostela (o Campostela, in latino campus stellae), che significa campo della stella; la città viene talvolta citata anche come "San Giacomo del campo della stella".

## Storia

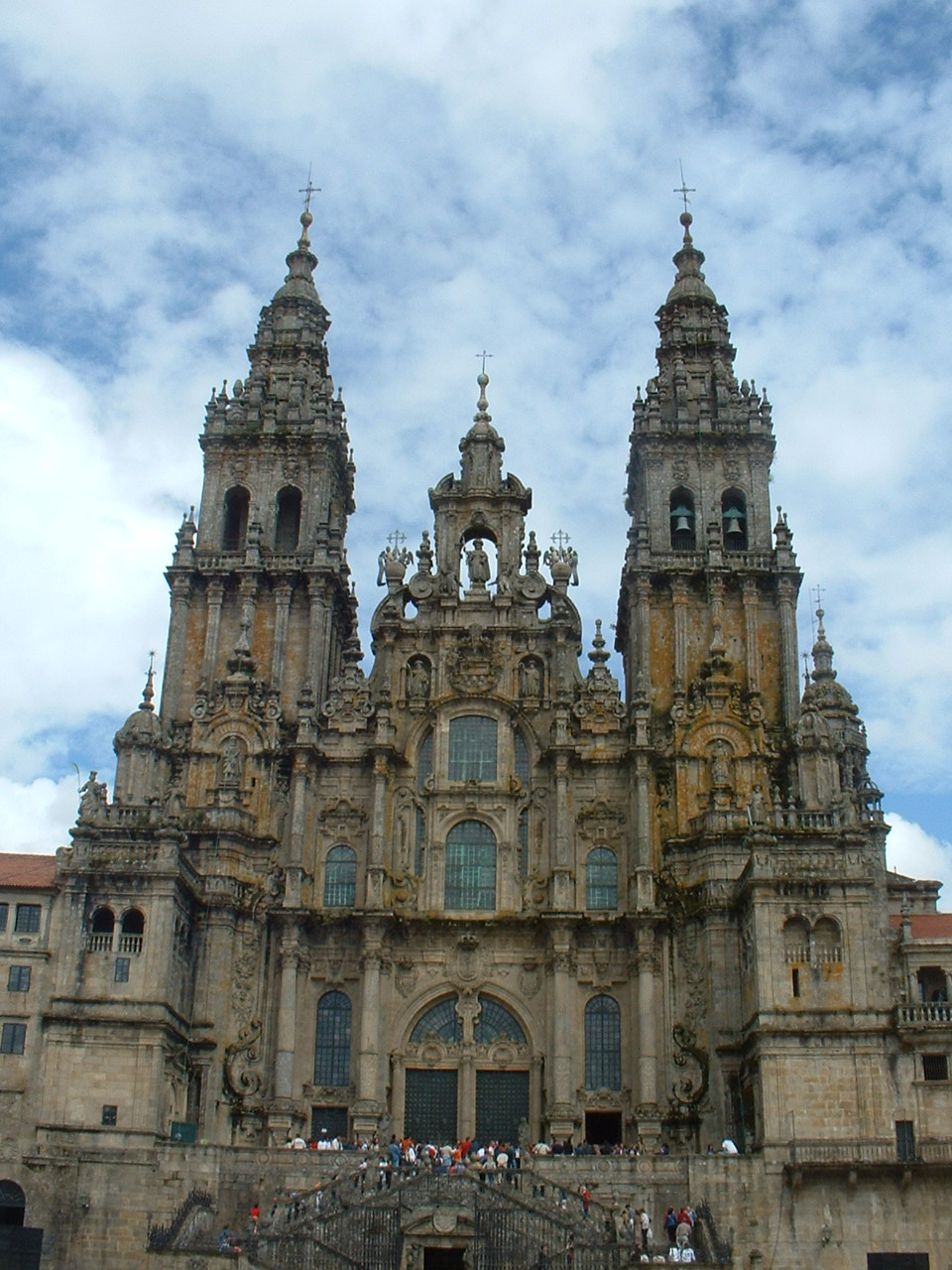
Il Santuario di Santiago di Compostela.

Molte leggende sono fiorite nel tempo intorno a questa località; una la vuole come punto di congiungimento delle anime dei morti pronte a seguire il sole nel suo corso per attraversare il mare. In realtà è meta fin dal Medioevo di importanti pellegrinaggi di fedeli, che la ritengono un punto centrale della cristianità.
Secondo quanto descritto nella Concordia de Antealtares, nell'anno 813 un eremita di nome Payo, diminutivo di Pelayo (Pelagio), fu attirato da strane luci a forma di stella sul monte Libredón dove esistevano antiche fortificazioni (probabilmente di un ancestrale villaggio celtico). Interessato allo strano fenomeno, il vescovo di Iria Flavia (l'attuale Padrón) Teodomiro scoprì in quel luogo una tomba che conteneva tre corpi, uno dei quali aveva la testa mozzata e una scritta: "Qui giace Jacobus, figlio di Zebedeo e Salomé". Alfonso II, re delle Asturie e della Galizia, ordinò di costruirvi un tempio, dove nell'893 si insediarono i monaci benedettini. Iniziarono i primi pellegrinaggi alla tomba dell'apostolo, dapprima dalle Asturie e dalla Galizia, poi da tutta l'Europa. Venne quindi fondato il Santuario di Santiago di Compostela, divenuto in seguito cattedrale e poi basilica minore.
Questa è la versione ufficiale e sostenuta nei secoli dalla Chiesa cattolica. Ne esiste una alternativa, secondo la quale in questa cattedrale sarebbe sepolto il vescovo eretico Priscilliano, processato e decapitato a Treviri nel 385.
Diventato patrono dei cristiani iberici, Santiago (il Vangelo secondo Marco, 3,17 definisce lui e il fratello Giovanni Boanerges, "figli del tuono") fu considerato da vari devoti partecipante attivo a cruenti fatti d'arme contro i musulmani di al-Andalus che attaccavano i pellegrini diretti al sepolcro del santo, che, biancovestito, avrebbe ucciso di sua mano non pochi "infedeli". Da qui il soprannome, rimasto poi nella storia del cristianesimo spagnolo, di Santiago Matamoros: san Giacomo uccisore di mori.
Santiago di Compostela fu distrutta nel 997 dall'esercito musulmano di Almanzor e poi ricostruita da Bermudo II. Ma fu il vescovo Diego Xelmírez ad iniziare la trasformazione della città in luogo di culto e pellegrinaggio: fece terminare la costruzione della cattedrale iniziata nel 1075 e la arricchì con varie reliquie.

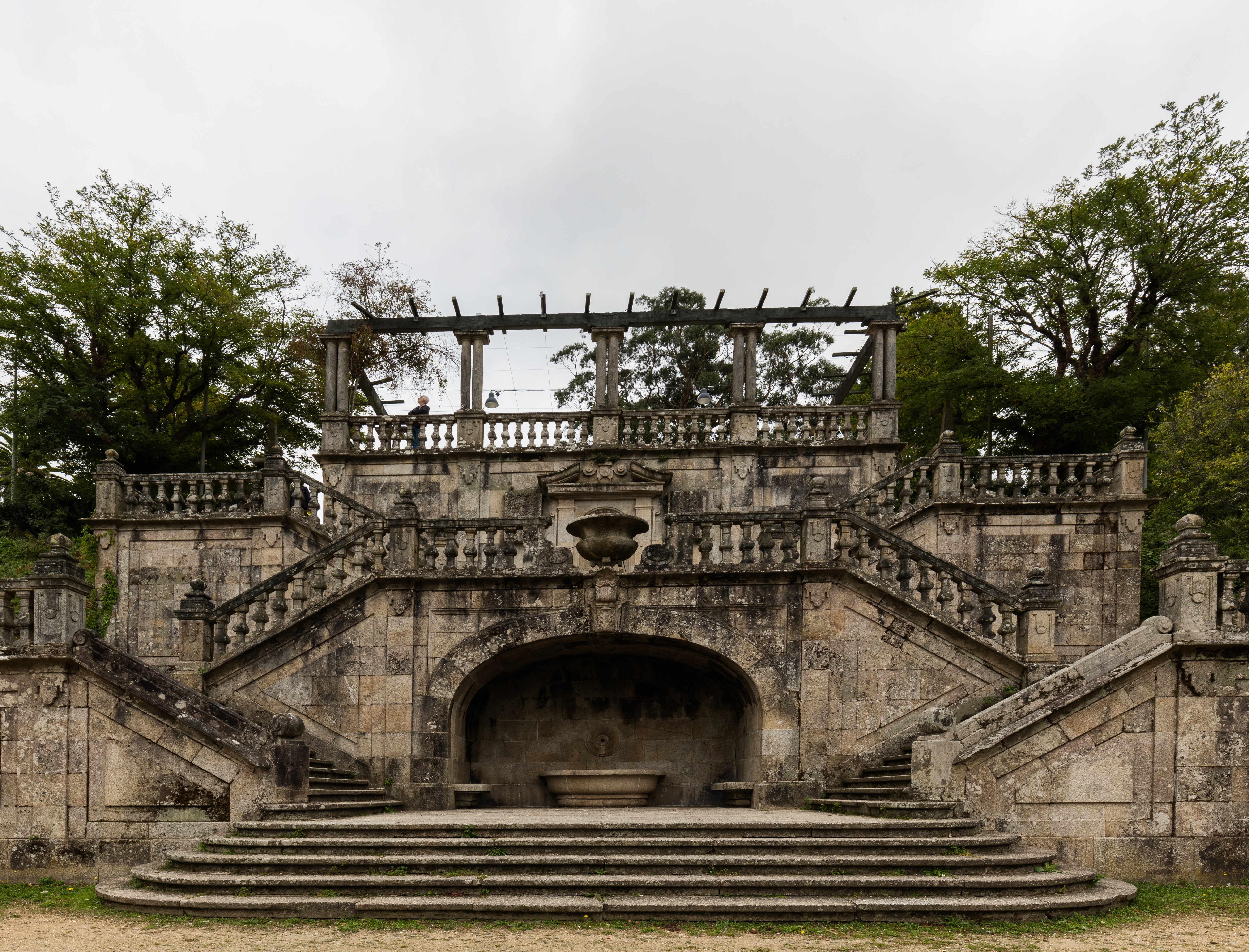
Parco Alameda.

Tra squilibri sociali, che ostacolarono lo sviluppo economico della città, e la scoperta dell'America, che concentrò i commerci nel Sud della Spagna, Santiago di Compostela conobbe un lungo periodo d'ombra. Nel XVI secolo fu inaugurata l'Università che diede le grande impulso intellettuale; nel XVII e XVIII secolo continuò il risveglio economico e culturale, fino ad arrivare ai nostri giorni quando, con la celebrazione nel 1993 dell'anno Giacobeo, la città tornò a risplendere.

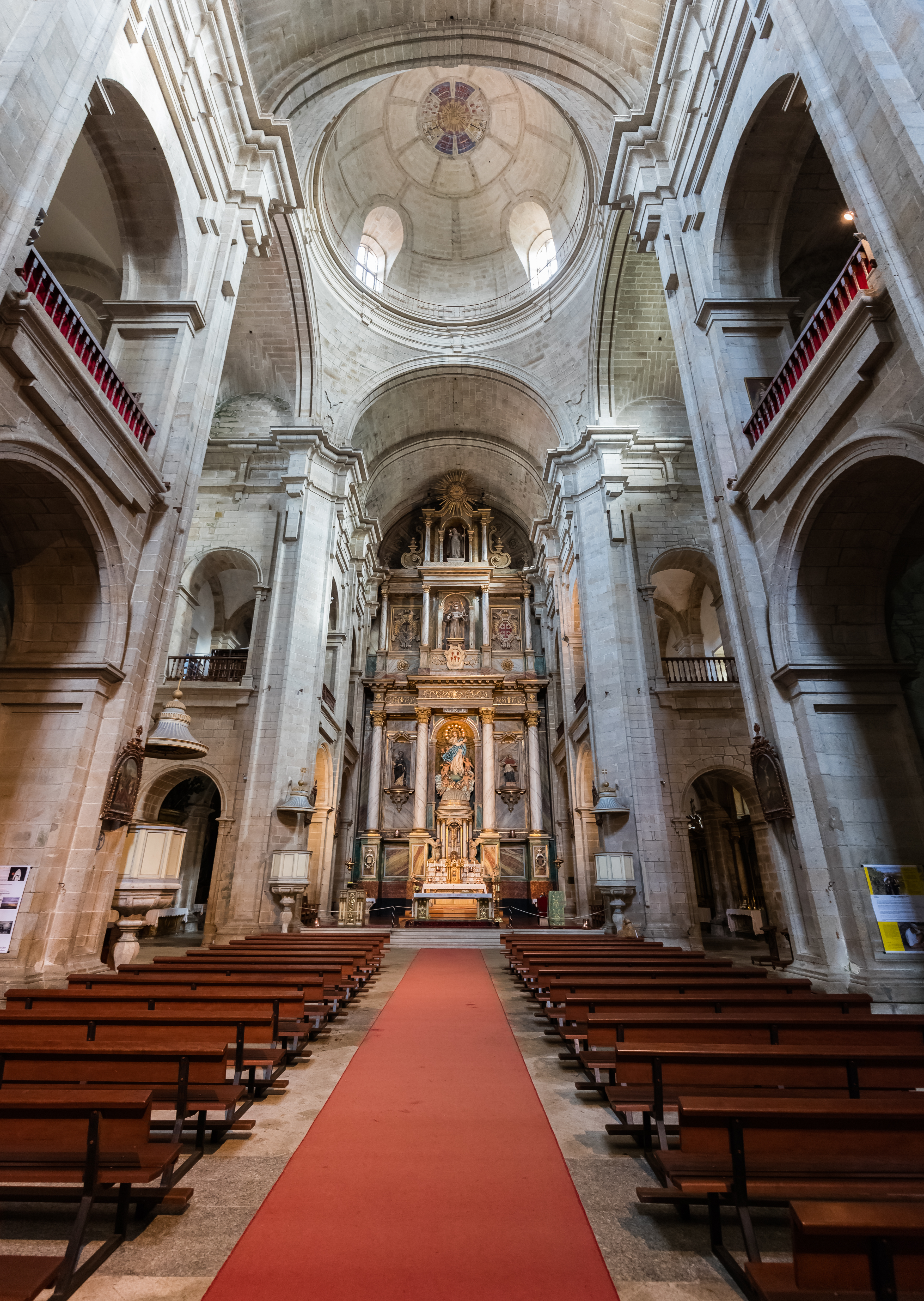
Monastero di San Francisco.

Il 24 luglio 2013, alla vigilia dei festeggiamenti patronali, Santiago è stata teatro del più grave incidente ferroviario spagnolo degli ultimi quarant'anni, che ha provocato 85 vittime; la causa è stata l'alta velocità del convoglio.
La città ospita una delle cellule più grandi (seppur parzialmente inattiva) dell'associazione terroristica Resistência Galega.

## Geografia fisica
È situata in una depressione nell'immediato interno della costa nord-occidentale della Spagna, proprio davanti all'Oceano Atlantico ed il suo territorio è attraversato dal fiume Tambre.

## Clima
Climaticamente è una fra le città europee maggiormente piovose: ciò è dovuto al vento proveniente dall'Atlantico che contrasta con le montagne circostanti.
| Santiago di Compostela | Mesi | Mesi | Mesi | Mesi | Mesi | Mesi | Mesi | Mesi | Mesi | Mesi | Mesi | Mesi | Stagioni | Stagioni | Stagioni | Stagioni | Anno  |
| Santiago di Compostela | Gen  | Feb  | Mar  | Apr  | Mag  | Giu  | Lug  | Ago  | Set  | Ott  | Nov  | Dic  | Inv      | Pri      | Est      | Aut      | Anno  |
| ---------------------- | ---- | ---- | ---- | ---- | ---- | ---- | ---- | ---- | ---- | ---- | ---- | ---- | -------- | -------- | -------- | -------- | ----- |
| T. max. media (°C)     | 12   | 12,5 | 14,4 | 15,7 | 17,9 | 20,7 | 22,5 | 24,3 | 21,4 | 18,2 | 14,5 | 12,5 | 12,3     | 16,0     | 22,5     | 18,0     | 17,2  |
| T. min. media (°C)     | 5,4  | 5,7  | 7,4  | 8,4  | 10,4 | 13,1 | 14,9 | 16,3 | 13,9 | 11,0 | 7,9  | 5,8  | 5,6      | 8,7      | 14,8     | 10,9     | 10,0  |
| Precipitazioni (mm)    | 152  | 135  | 149  | 99   | 90   | 57   | 36   | 44   | 78   | 127  | 167  | 191  | 478      | 338      | 137      | 372      | 1 325 |

## Infrastrutture e trasporti

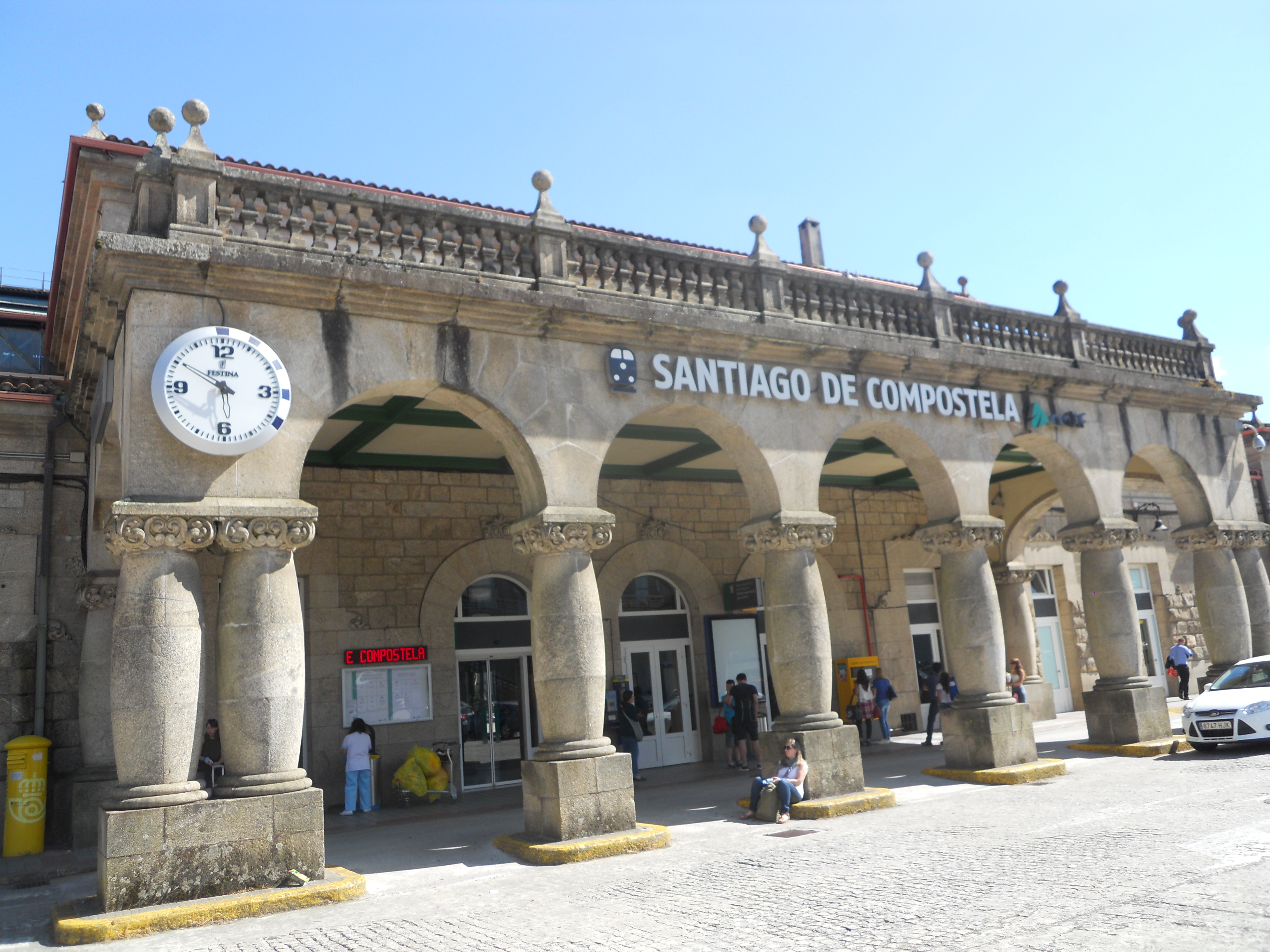
Stazione ferroviaria di Santiago di Compostela.

La città è servita dall'aeroporto che si trova a Lavacolla e dista venti minuti di autobus.
È presente inoltre la stazione di Santiago di Compostela, con linee regolari per La Coruña, Pontevedra e per Vigo.

## Società

### Evoluzione demografica
Evoluzione demografica di Santiago di Compostela tra il 1900 ed il 2004

## Amministrazione

### Gemellaggi
- Oviedo, dal 1993[9]
- Buenos Aires
- Cáceres
- Santiago de los Caballeros
- Qufu
- Santiago di Cuba
- Santiago de Querétaro
- Santiago do Cacém
- Pisa
- Le Puy-en-Velay
- Assisi
- Coimbra
- San Paolo (Brasile)

## Sport
- Obradoiro CAB (pallacanestro) - 9 stagioni in Liga ACB
- SD Compostela (calcio) - 4 stagioni in La Liga
- Santiago Futsal (Calcio a 5) - 15 stagioni in LNFS
- Black Ravens (football americano) - 1 stagione in LNFA e 2 stagioni in LPFA
- Escudería Compostela (motorsport) - Organizzatore del Rally Botafumeiro
- Santiago Rugby Club (Rugby a 15)